# 觉莫乡
觉莫乡，是中华人民共和国四川省乐山市峨边彝族自治县曾经下辖的一个乡。2020年5月，撤销杨村乡、觉莫乡，设立红旗镇，以原杨村乡和原觉莫乡所属行政区域为红旗镇的行政区。

## 行政区划
觉莫乡撤销前下辖以下地区：
茨竹村、马安村和为觉村。